# Agersø-Omø Pastorat
Agersø-Omø er et pastorat i Slagelse-Skælskør Provsti i Roskilde Stift.
Agersø-Omø har tidligere været en sognekommune i Sorø Amt.

## Pastoratet
Pastoratet består af Agersø og Omø sogne, der historisk lå i Vester Flakkebjerg Herred.
Pastoratet har to kirker: Agersø Kirke og Omø Kirke.

## Agersø-Omø Sognekommune
Agersø-Omø Sognekommune var en kommune i Vester Flakkebjerg Herred i Sorø Amt. Kommunen blev oprettet i 1842, men den blev opløst allerede i 1858.
I 1966 blev øerne en del af Skælskør Kommune.
Efter Strukturreformen i 2007 er sognene en del af Slagelse Kommune.
|  | Denne artikel kan blive bedre, hvis der indsættes geografiske koordinater Denne artikel omhandler et emne, som har en geografisk lokation. Du kan hjælpe ved at indsætte koordinater i wikidata. |